# August Klawer
Johannes Augustinus (August) Klawer (Rotterdam, 5 maart 1883 – Den Haag, 17 april 1969) was een Nederlands beeldhouwer en tekenaar.

## Leven en werk
August, soms ook Guus, Klawer was een zoon van schoenmaker Marinus Johannes Klawer en Jacoba Josephina Waterreus. Hij studeerde aan de Academie van Beeldende Kunsten en Technische Wetenschappen in zijn geboorteplaats. In 1901 trok hij naar Düsseldorf, waar al een broer van hem woonde, en volgde daar een opleiding tot beeldhouwer. Na zijn militaire dienst vestigde hij zich in 1906 in Den Haag. Hij trouwde het jaar erop met Barbara Gijsberta Brunolt (1881-1955), uit dit huwelijk werden zeven kinderen geboren. Hij was enige tijd leerling van Louis Stracké.
Klawer maakte onder meer mens- en dierfiguren en christelijk religieus werk, waarbij hij werkte in steen en hout. In 1914 won hij voor zijn werk een zilveren medaille. Als restauratiebeeldhouwer werkte hij onder meer aan de Oude Kerk in Delft en de Oud-Katholieke Kerk van de H. Augustinus (schuilkerk) in Den Haag. Na de Tweede Wereldoorlog werkte hij enige tijd voor meubelfabriek H.P. Mutters en Zoon.
Klawer overleed op 86-jarige leeftijd. Hij is begraven op de rooms-katholieke begraafplaats Sint Barbara.

## Enkele werken
- 1921 plaquette voor het Patronaatsgebouw St Agnes aan de Beeklaan, Den Haag. Herplaatst in de stadstuin Emma’s Hof aan de Galileïstraat.[4]
- jaren 20 geveldecoratie (koppen en florale motieven) voor sigarenmagazijn aan de Denneweg 19, Den Haag.
- gevelsteen familie Duijvestein, Galileistraat 122, Den Haag
- ca. 1939 guirlandes aan de gevel van 't Goude Hooft, Den Haag.
- 1952-1954: restauratie stucplafond oud-katholieke kerk van de H. Augustinus aan de Juffrouw Idastraat, Den Haag.
- jaren 50: houten tableau Prins Taveerne, Noordeinde, Den Haag.

## Tentoonstelling
Een deel van Klawers werk werd in de periode maart-oktober 2024 tentoongesteld in het Heiligenbeelden Museum in Kranenburg (Gelderland) onder de titel De ambachtsman achter het kunstwerk.

## Galerij

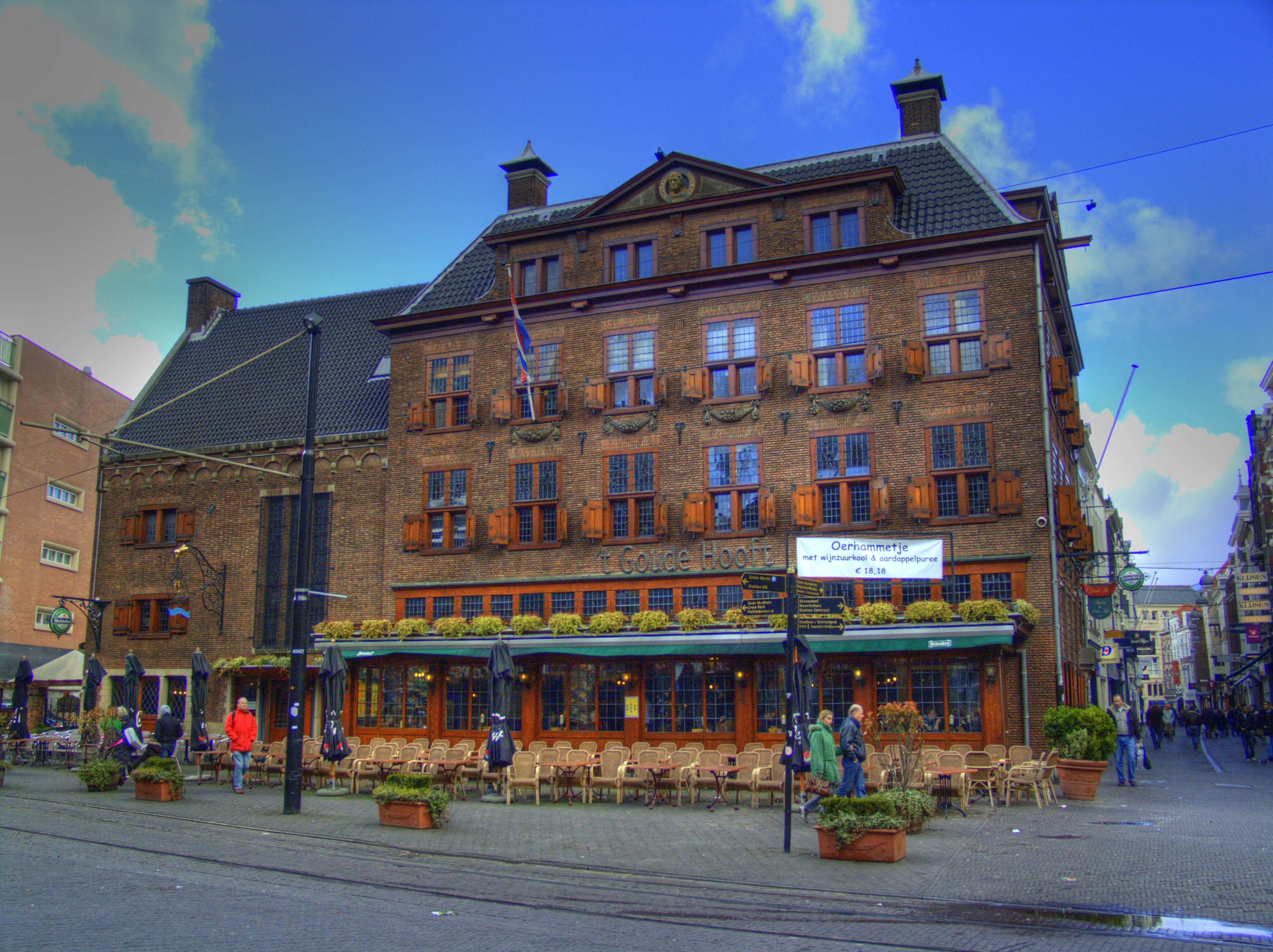
Guirlandes 't Goude Hooft
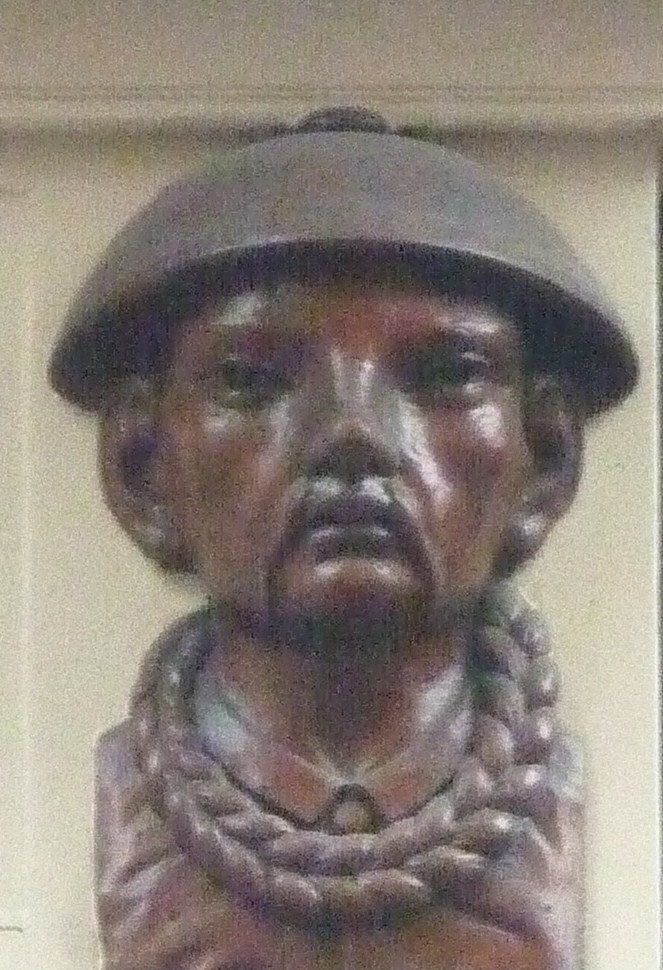
Chinees, sigarenmagazijn

- Biografisch Portaal: 20641444
- RKD-Nederlands Instituut voor Kunstgeschiedenis: 90422